# Acanthoscurria cordubensis
Acanthoscurria cordubensis är en spindelart som beskrevs av Tord Tamerlan Teodor Thorell 1894. Acanthoscurria cordubensis ingår i släktet Acanthoscurria och familjen fågelspindlar. Inga underarter finns listade i Catalogue of Life.